# Landgericht Burgebrach
Das Landgericht Burgebrach war ein von 1803 bis 1879 bestehendes bayerisches Landgericht älterer Ordnung mit Sitz in Burgebrach im heutigen Landkreis Bamberg. Die Landgerichte waren im Königreich Bayern Gerichts- und Verwaltungsbehörden, die 1862 in administrativer Hinsicht von den Bezirksämtern und 1879 in juristischer Hinsicht von den Amtsgerichten abgelöst wurden.

## Geschichte
Im Jahr 1803 wurde im Verlauf der Verwaltungsneugliederung Bayerns das Landgericht Burgebrach errichtet. Dieses wurde nach der Gründung des Königreichs Bayern dem Mainkreis zugeschlagen, dessen Hauptstadt Bamberg war.
Das Landgericht Burgebrach wurde aus Gebieten gebildet, die vor dem Reichsdeputationshauptschluss Teile des Hochstiftes Bamberg waren (das Amt Schlüsselfeld und das Amt Prölsdorf waren würzburgisch gewesen). Dies waren:
- das Amt Burgebrach: Burgebrach, Abtsdorf, Birkach, Dippach, Dürrhof, Failshof, Freeshof, Grasmannsdorf, Hundshof, Klemenhof, Krumbach, Küstersgereuth, Oberharnsbach, Schatzenhof, Stappenbach, Unterharnsdort, Unterneuses, Vollmannsdorf, Vorra
- aus dem Amt Schönbrunn: Schönbrunn im Steigerwald, Ampferbach, Diedendorf, Fallsbrunn, Grub, Halbersdorf, Kehlingsdorf, Kleibheim, Markertsgrün, Niederndorf, Oberneuses, Theinheim, Biernbach
- aus dem Amt Schlüsselau: Vorra
- aus dem Amt Wachenroth: Freyhaslach, Oberaichendorf
- aus dem Gericht Michelberg: Abtsdorf
- das Amt Schlüsselfeld: Schlüsselfeld, Adelsdorf, Burghöchstadt, Debersdorf, Kreuzhaslach, Heuchelheim, Oberdaschendorf, Oberrimbach, Thüngbach, Thüngfeld, Unterrimbach
- das Amt Prölsdorf: Prölsdorf, Firmbach, Karbach, Obersteinbach, Schindelsee, Spielhof, Steindorf, Untersteinbach und Wustviel[1]

1812 kam noch der Besitz des ehemaligen Klosters Ebrach hinzu, der vorher als Landgericht Ebrach geführt wurde. Im Gebiet des Landgerichts Burgebrach bestanden zwei Patrimonialgerichte, die nach der Märzrevolution 1848 aufgehoben wurden: Das Patrimonialgericht I. Klasse Reichmannsdorf der Familie Schrottenberg bestand aus Reichmannsdorf, Treppendorf, Eckersbach, Bernrod, Untermelsendorf und Obermelsendorf. Das Patrimonialgericht Aschbach gehörte der Familie Pölnitz.

### Auflösung
Anlässlich der Einführung des Gerichtsverfassungsgesetzes am 1. Oktober 1879 wurde das Amtsgericht Burgebrach errichtet, dessen Bezirk aus dem vorherigen Landgerichtsbezirk Burgebrach gebildet wurde und somit die damaligen Gemeinden Ampferbach, Aschbach, Birkach, Buch, Burgebrach, Burgwindheim, Ebrach, Eckersbach, Grasmannsdorf, Großbirkach, Großgressingen, Grub, Halbersdorf, Ilmenau, Kötsch, Koppenwind, Mönchherrnsdorf, Mönchsambach, Neudorf, Oberharnsbach, Oberköst, Reichmannsdorf, Schönbrunn im Steigerwald, Stappenbach, Steinsdorf, Treppendorf, Untermelsendorf, Unterneuses, Untersteinach, Unterweiler, Vollmannsdorf, Zettmannsdorf und Ziegelsambach umfasste.